# Óengus del Moray
Óengus mac inghine Lulaich, più comunemente Óengus o Angus del Moray (... – Brechin, 16 aprile 1130), è stato un re scozzese, ultimo sovrano del regno indipendente del Moray.
Con la sua morte nella battaglia di Stracathro nel 1130 si completò l'unificazione della Scozia ad opera del casato dei Dunkeld, che avrebbe regnato incontrastato per altri centocinquant'anni.

## Biografia

### Origini
Le origini di Óengus sono avvolte nel mistero. Chi fosse suo padre è ignoto, mentre sua madre (di cui non si sa il nome) era figlia di re Lulach di Scozia, figliastro di Macbeth ucciso nel 1058 da Malcolm Canmore, che ne usurpò il trono.
La resistenza contro la famiglia dei Dunkeld venne guidata da Máel Snechtai, figlio di Lulach e zio di Óengus, che rimase in possesso della contea di Moray proclamandosene re. Malcolm Canmore presto marciò nel Moray e lo devastò, spodestando Máel Snechtai e obbligandolo a ritirarsi in un monastero. Il dominio scozzese dell'area era comunque scarso e difficile, e presto Canmore e i suoi figli ne persero il controllo, al punto che il Moray ridivenne indipendente sotto l'autorità di Óengus, ultimo discendente di re Macbeth.

### Regno
Pochissimo si sa sugli anni del suo regno. Potrebbe aver condotto numerose razzie a sud contro il regno di Scozia, scontrandosi a più riprese col rivale Alessandro I.
La sua prima menzione certa riguarda il suo accordo con Máel Coluim mac Alaxandair, figlio illegittimo dello stesso Alessandro, per occupare militarmente la Scozia e impossessarsi del trono, spartendosi così il potere. Nel 1130 quindi, forti di cinquemila uomini, i due invasero il regno spingendosi fino a Brechin, nella contea di Angus. Era un momento particolarmente favorevole, poiché allora re Davide I si trovava in Inghilterra, chiamato dal suo alleato Enrico I per presiedere un arbitrato. A guardia della Scozia era rimasto il suo connestabile Edward Siwardsson, che in poco tempo riuscì a raccogliere un esercito e ad affrontare gli invasori in battaglia.

### Morte e conseguenze
La battaglia decisiva tra gli scozzesi e gli uomini del Moray avvenne vicino a Brechin, il 16 aprile 1130. I primi, nonostante il poco tempo a disposizione, erano riusciti a mettere insieme un esercito circa due volte superiore a quello nemico, e Óengus partiva quindi già con un notevole svantaggio.
Nulla si sa sullo svolgimento della battaglia, solo il suo esito: gli scozzesi trionfarono, annientando i loro nemici. Lo stesso Óengus venne ucciso, e assieme a lui perirono i quattro quinti dell'esercito; solo Máel Coluim e pochi altri riuscirono a salvarsi e a ritirarsi nel Moray.
Quando Davide I rientrò in Scozia si decise a mettere fine una volta per tutte alla minaccia settentrionale e mosse guerra al regno del Moray, conquistandolo e annettendolo alla Corona scozzese. Con la morte di re Óengus e la cattura di Máel Coluim, l'ultimo pretendente al trono rimasto in vita, il quale da allora visse prigioniero nel castello di Roxburgh, il Moray perse definitivamente la propria indipendenza, finalizzando così l'unificazione della Scozia.

## Ascendenza
|                  |                          |                       | Genitori         |  |  | Nonni |  |  | Bisnonni |  |  | Trisnonni |  |
|                  |                          |                       |                  |  |  |       |  |  | …        |  |  | …         |  |
|                  |                          |                       |                  |  |  |       |  |  | …        |  |  | …         |  |
|                  |                          | …                     |                  |  |  |       |  |  | …        |  |  |           |  |
| …                |                          |                       |                  |  |  |       |  |  | …        |  |  |           |  |
|                  |                          | …                     | …                |  |  |       |  |  |          |  |  |           |  |
|                  |                          | …                     | …                |  |  |       |  |  |          |  |  |           |  |
|                  |                          | …                     | …                |  |  |       |  |  |          |  |  |           |  |
| ?                |                          | …                     |                  |  |  |       |  |  |          |  |  |           |  |
|                  |                          | …                     | …                |  |  |       |  |  |          |  |  |           |  |
|                  |                          | …                     | …                |  |  |       |  |  |          |  |  |           |  |
|                  |                          | …                     | …                |  |  |       |  |  |          |  |  |           |  |
| …                |                          | …                     |                  |  |  |       |  |  |          |  |  |           |  |
|                  |                          | …                     | …                |  |  |       |  |  |          |  |  |           |  |
|                  |                          | …                     | …                |  |  |       |  |  |          |  |  |           |  |
|                  |                          | …                     | …                |  |  |       |  |  |          |  |  |           |  |
| Óengus del Moray |                          | …                     |                  |  |  |       |  |  |          |  |  |           |  |
|                  | Gille Coemgain del Moray | Máel Brigte del Moray |                  |  |  |       |  |  |          |  |  |           |  |
|                  | Gille Coemgain del Moray | Máel Brigte del Moray |                  |  |  |       |  |  |          |  |  |           |  |
|                  | Gille Coemgain del Moray | …                     |                  |  |  |       |  |  |          |  |  |           |  |
| Lulach di Scozia | Gille Coemgain del Moray |                       |                  |  |  |       |  |  |          |  |  |           |  |
|                  |                          | Gruoch di Scozia      | Boite mac Cinaed |  |  |       |  |  |          |  |  |           |  |
|                  |                          | Gruoch di Scozia      | Boite mac Cinaed |  |  |       |  |  |          |  |  |           |  |
|                  |                          | Gruoch di Scozia      | …                |  |  |       |  |  |          |  |  |           |  |
| figlia di Lulach |                          | Gruoch di Scozia      |                  |  |  |       |  |  |          |  |  |           |  |
|                  |                          | …                     | …                |  |  |       |  |  |          |  |  |           |  |
|                  |                          | …                     | …                |  |  |       |  |  |          |  |  |           |  |
|                  |                          | …                     | …                |  |  |       |  |  |          |  |  |           |  |
| …                |                          | …                     |                  |  |  |       |  |  |          |  |  |           |  |
|                  |                          | …                     | …                |  |  |       |  |  |          |  |  |           |  |
|                  |                          | …                     | …                |  |  |       |  |  |          |  |  |           |  |
|                  |                          | …                     | …                |  |  |       |  |  |          |  |  |           |  |
|                  |                          | …                     |                  |  |  |       |  |  |          |  |  |           |  |